# 林景万
林 景万（リム・ギョンマン、朝鮮語: 림경만、1946年8月28日 - ）は、朝鮮民主主義人民共和国の政治家。朝鮮労働党中央委員会委員。羅先特別市党委員会責任書記、朝鮮民主主義人民共和国サッカー協会会長、貿易相などを歴任。

## 経歴
1946年に平安南道で生まれた。金日成総合大学外国語文学部を卒業した。1984年に駐インドネシア大使館常務担当参事に就任した。1989年に帰国し、貿易部亜州局長に就任した。1999年に貿易省国際機関総局長に就任、2001年に中国・大連市貿易代表部代表に就任した。2004年4月に貿易相に就任し、2006年1月から9月まで朝鮮民主主義人民共和国サッカー協会会長を兼任した。同年7月に朝鮮シリア親善協会委員長に就任した。2004年12月に中国の北京を訪問し、薄熙来商務部長と会談し、経済協力問題などについて討議した。さらに吉林省を訪問し、羅津・先鋒の自由貿易地帯の共同開発などについて討議した。2005年3月に朴奉珠内閣総理が中国を訪問した際に随行し、張文岳遼寧省省長との会談に同席し、胡錦濤国家主席との面談時にも同席した。同年6月には経済代表団団長として、ウガンダ・ケニア・ギニア・マリ・イエメン、同年8月にロシア、同年11月にキューバ・ベネズエラ・ブラジルを歴訪した。2007年にはカンボジアを訪問した金英逸総理に随行し、フン・セン首相との会談に同席した。その前には、マレーシアを訪問しアブドラ・バダウィ首相との会談にも同席した。2008年3月に貿易相を解任され、2010年2月に羅先特別市党委員会責任書記に就任した。同年9月28日に開催された朝鮮労働党第3回党代表者会で、朝鮮労働党中央委員会委員に選出された。2014年3月に最高人民会議第13期代議員に選出され、2016年5月9日に開催された朝鮮労働党第7次大会で党中央委員会委員に再選された。2018年2月に羅先市党委員会委員長を解任された。